# George Herbert, 5. jarl af Carnarvon
Lord Carnarvon eller George Edward Stanhope Molyneux Herbert, 5. jarl af Carnarvon (født 26. juni 1866 på Highclere Castle i Hampshire, død 5. april 1923 i Kairo, Egypten) var en britisk adelsmand som finansierede udgravningerne i Kongernes Dal i Egypten, hvor den britiske egyptolog Howard Carter i 1922 fandt faraoen Tutankhamons grav.
George Herbert blev uddannet fra Eton og Trinity College på Cambridge Universitet og arvede sin adelstitel i 1890. Han var både en ivrig hesteopdrætter og racerbilkører, men blev livsvarigt skadet i en racerbilulykke i Tyskland i 1901.
Lord Carnarvon døde året efter at graven var fundet, af et inficeret myggestik med påfølgende lungebetændelse. At Carnarvon og flere andre som deltog i udgravningerne, døde kort tid efter at graven blev fundet, har bidraget til en forestilling om at der lå en forbandelse over dalen. 